# Querétaro
Querétaro (prononcé en espagnol : /keˈɾetaɾo/), officiellement l'État libre et souverain de Querétaro (Estado Libre y Soberano de Querétaro /esˈtado ˈliβɾe i soβeˈɾano de keˈɾetaɾo/), est un État du Mexique situé au centre du pays. La ville de Santiago de Querétaro, ou plus simplement Querétaro, est sa capitale. L'État de Querétaro est entouré par les États de San Luis Potosí au nord, Guanajuato à l'ouest, Hidalgo à l'est, Mexico au sud-est et Michoacán au sud-ouest.

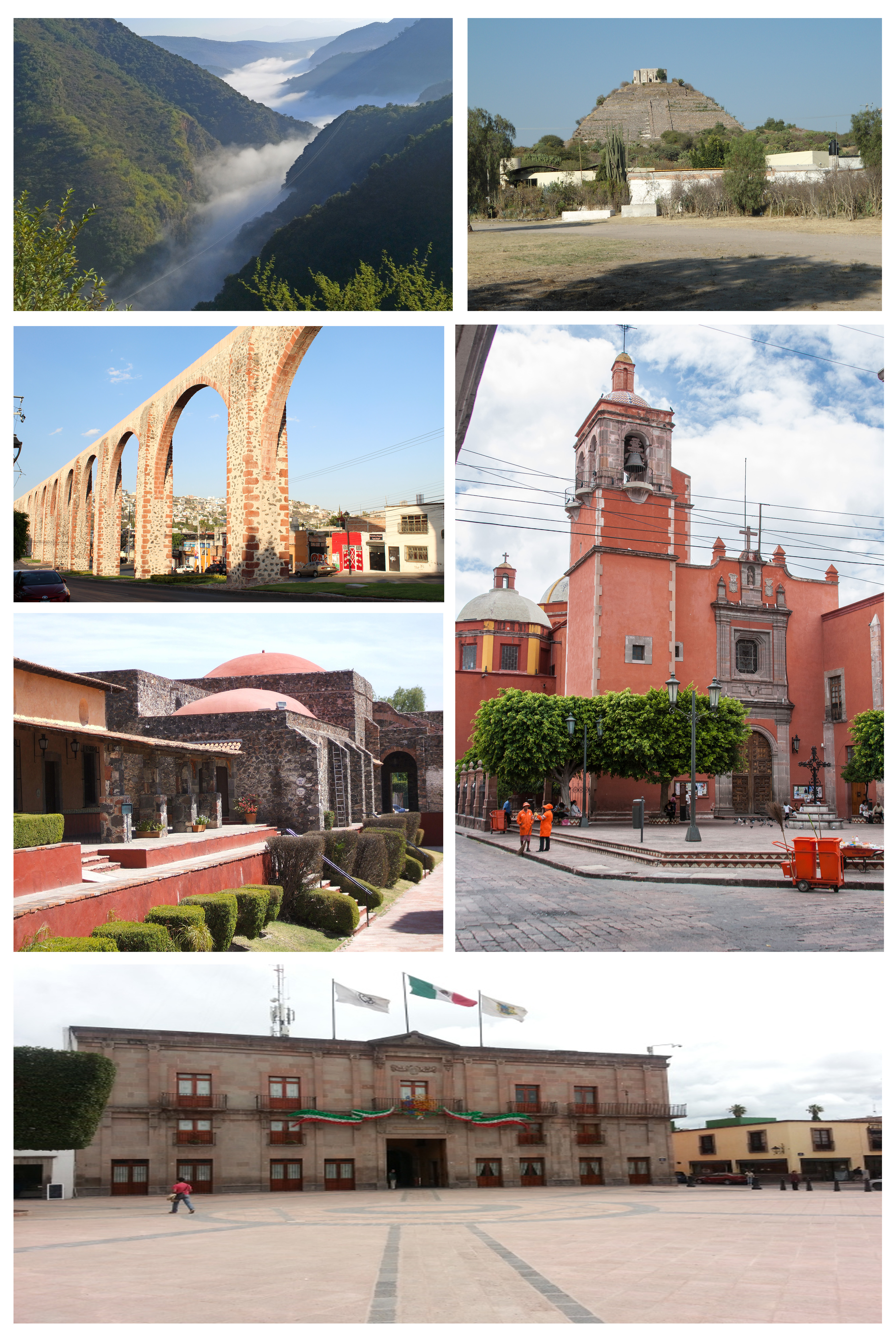
Querétaro

## Géographie

Flore et faune
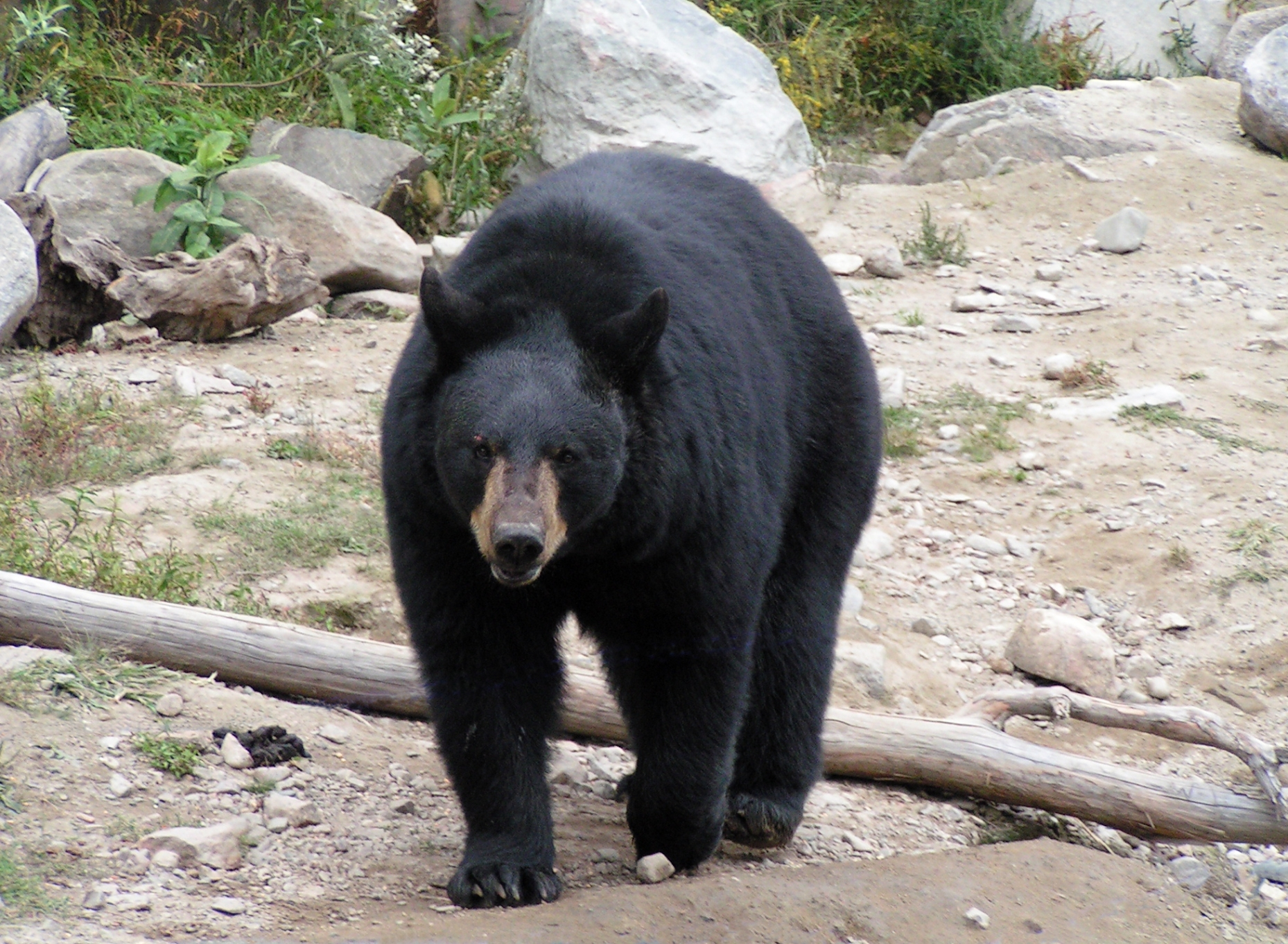
Ours noir
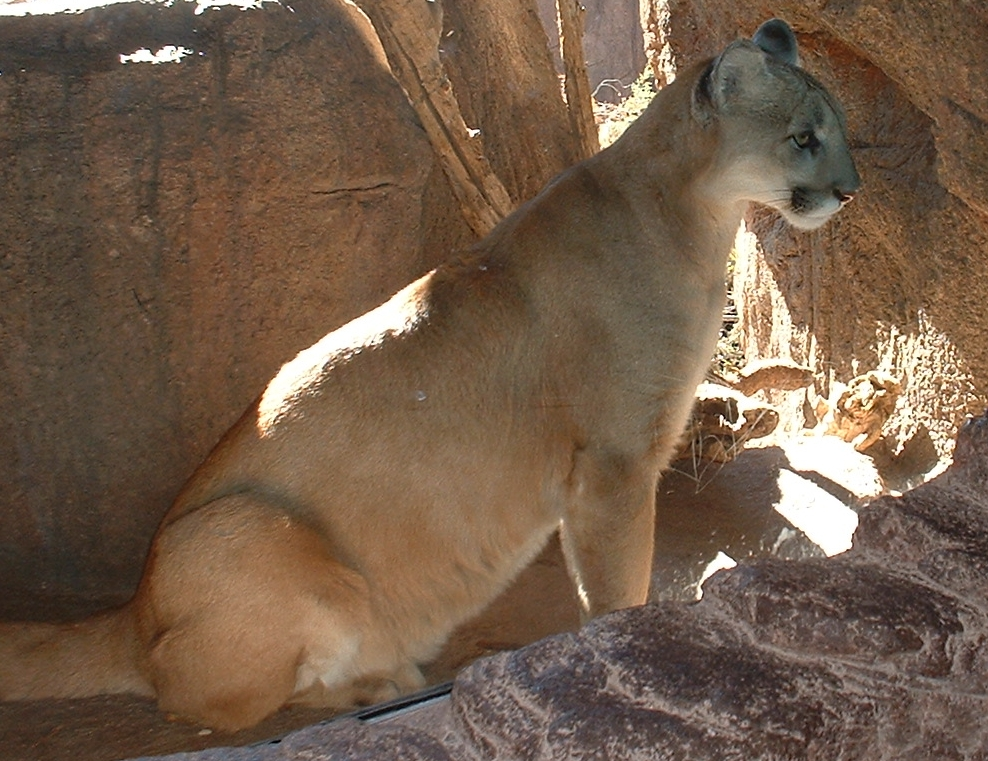
Puma
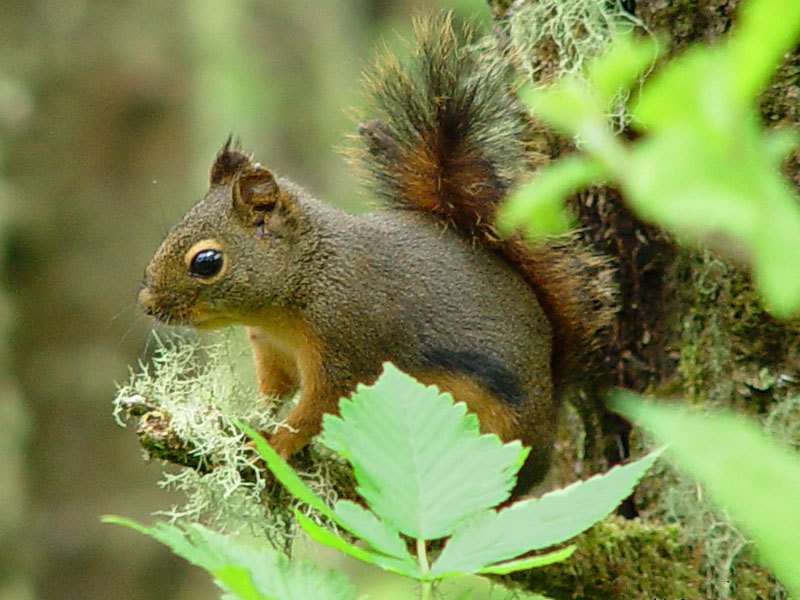
Tamiasciurus
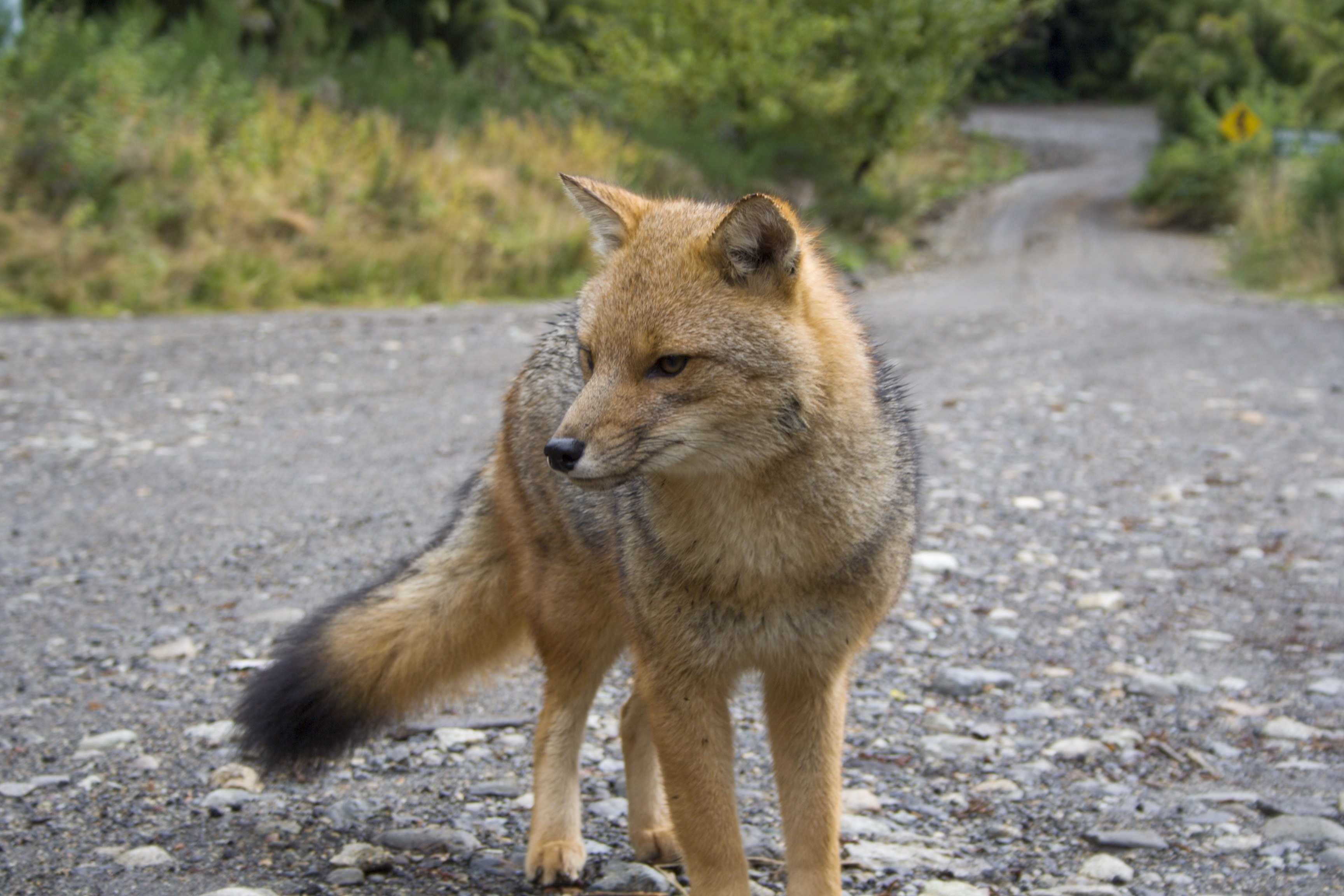
Vulpes
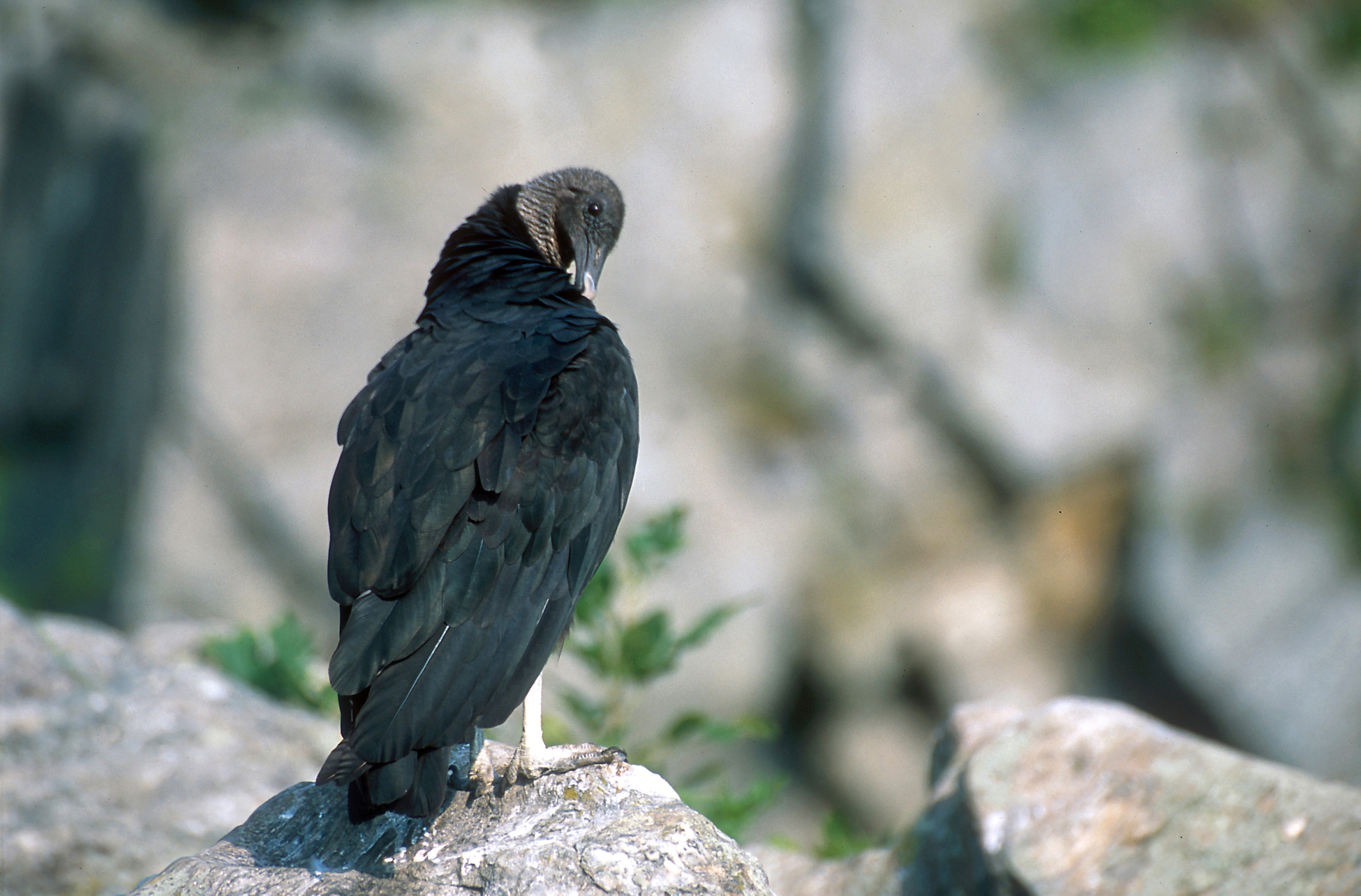
Urubu noir
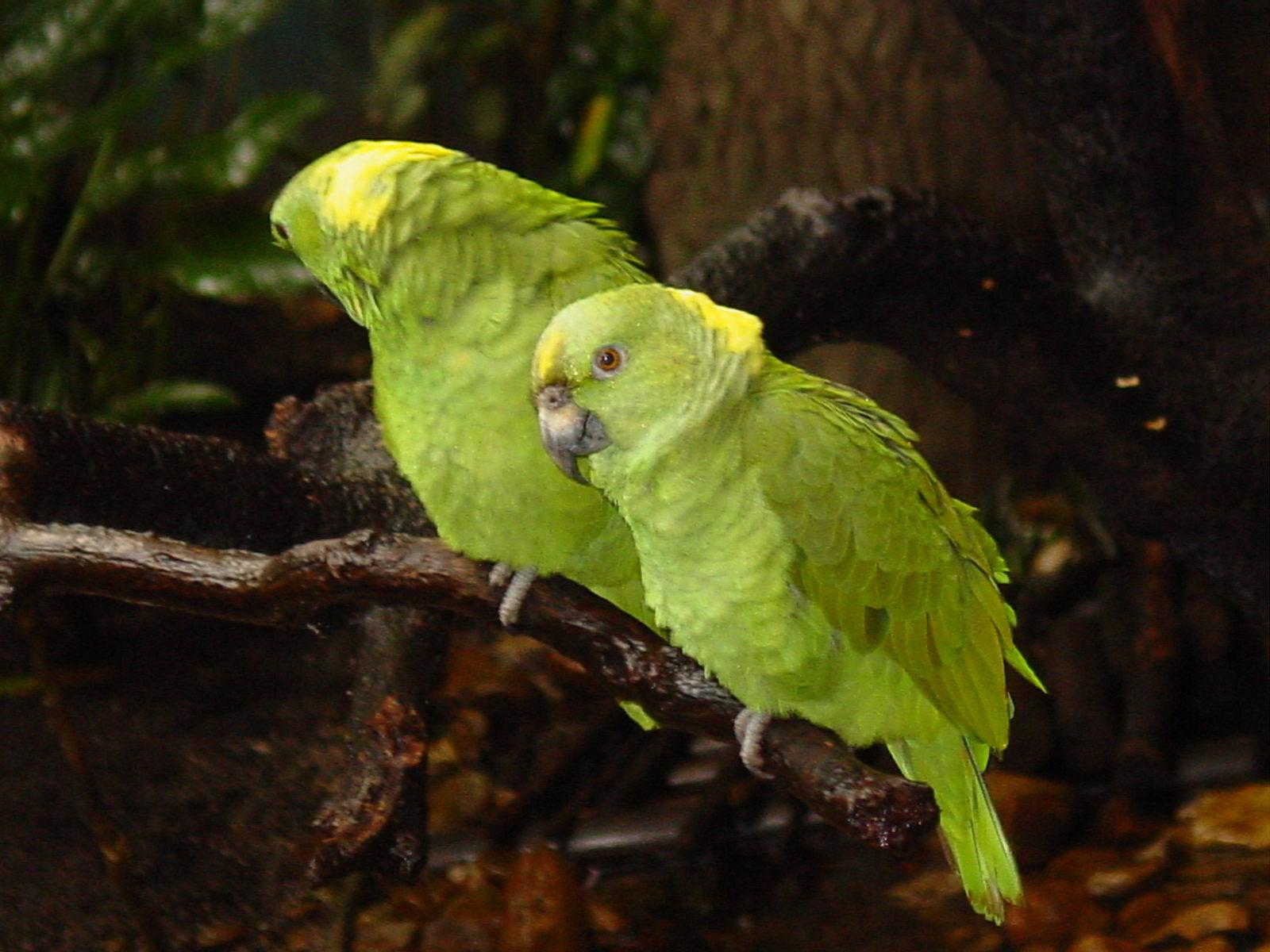
Psittacidae
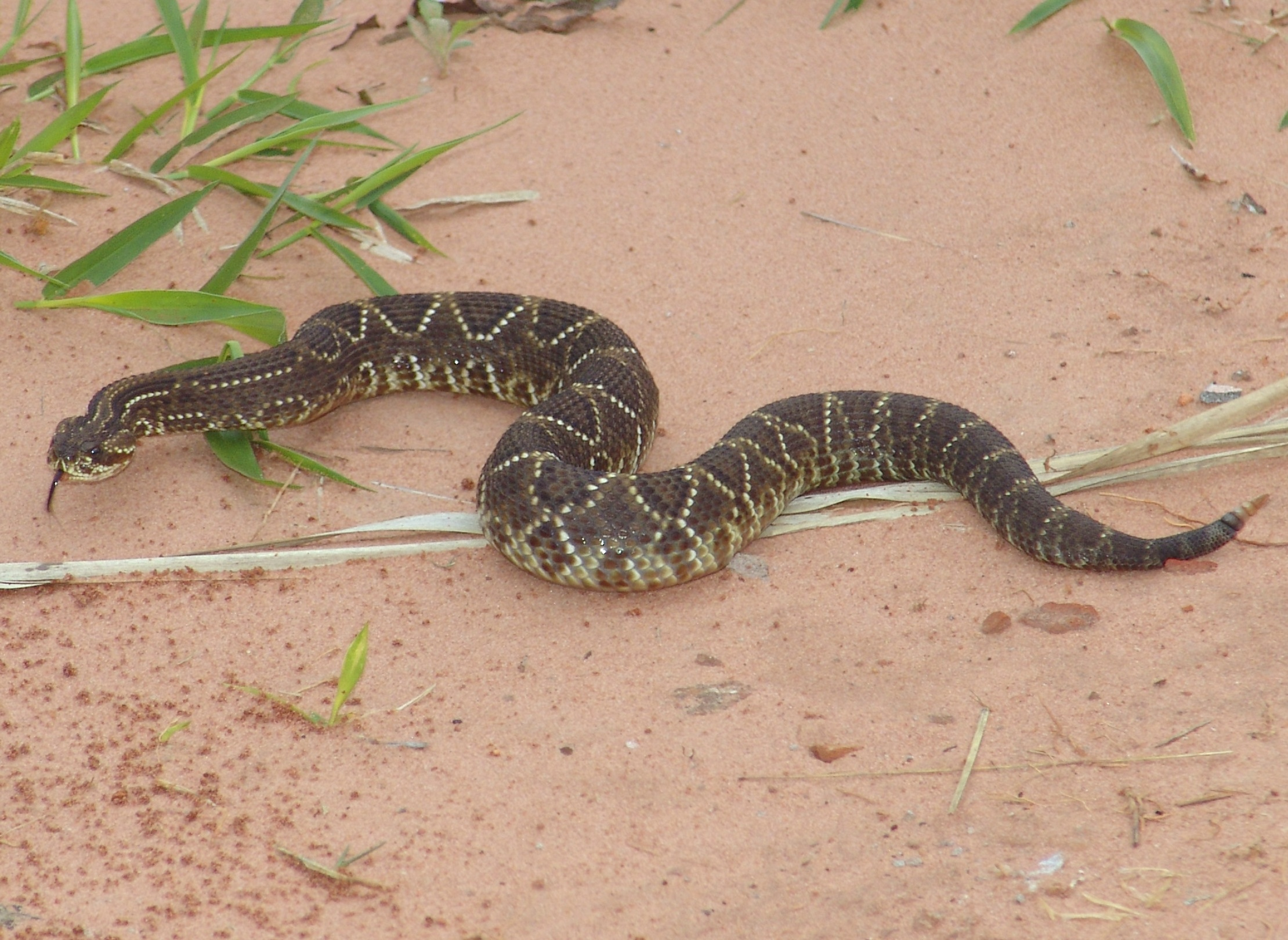
Crotale cascabelle
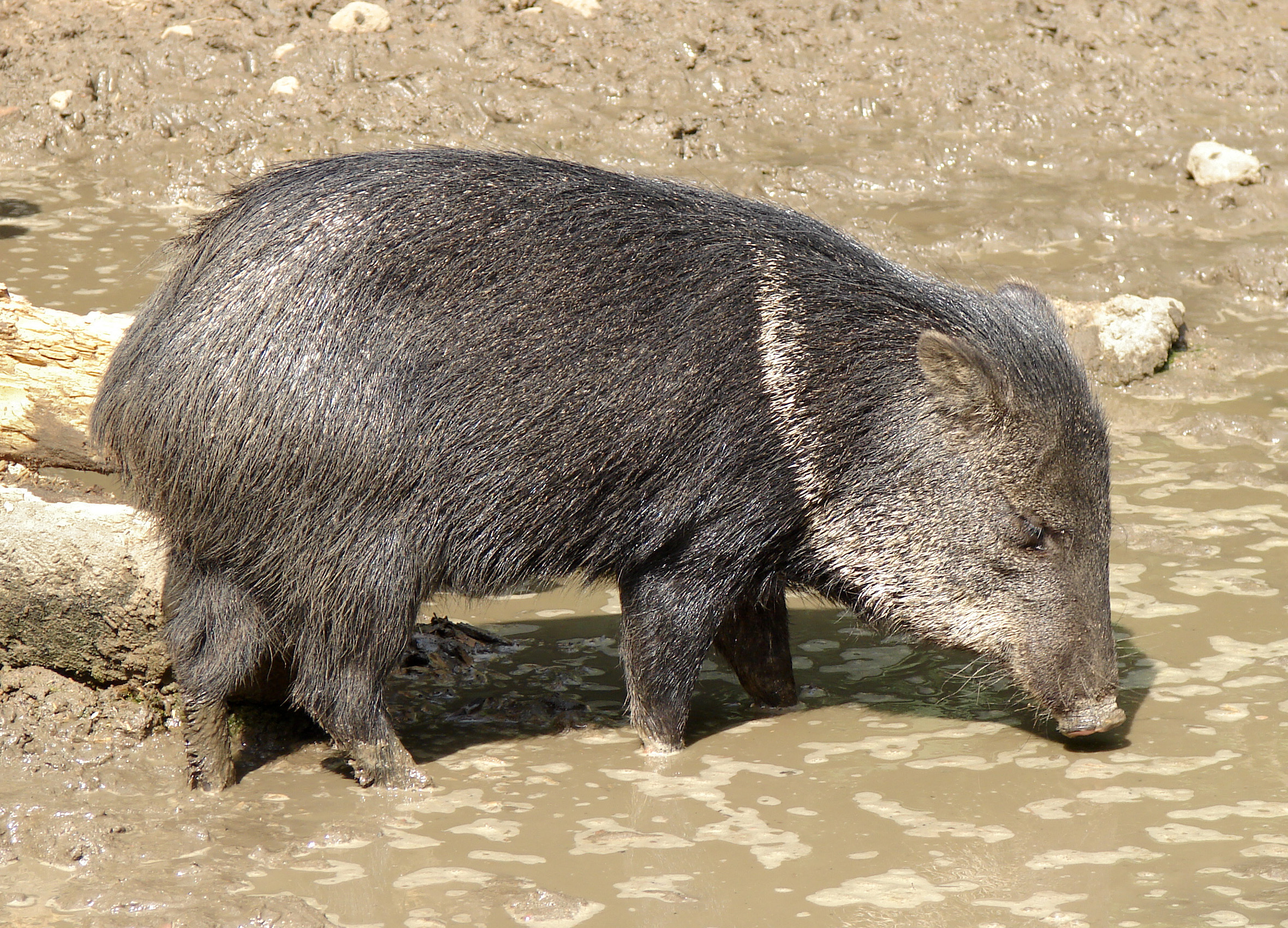
Tayassuidae
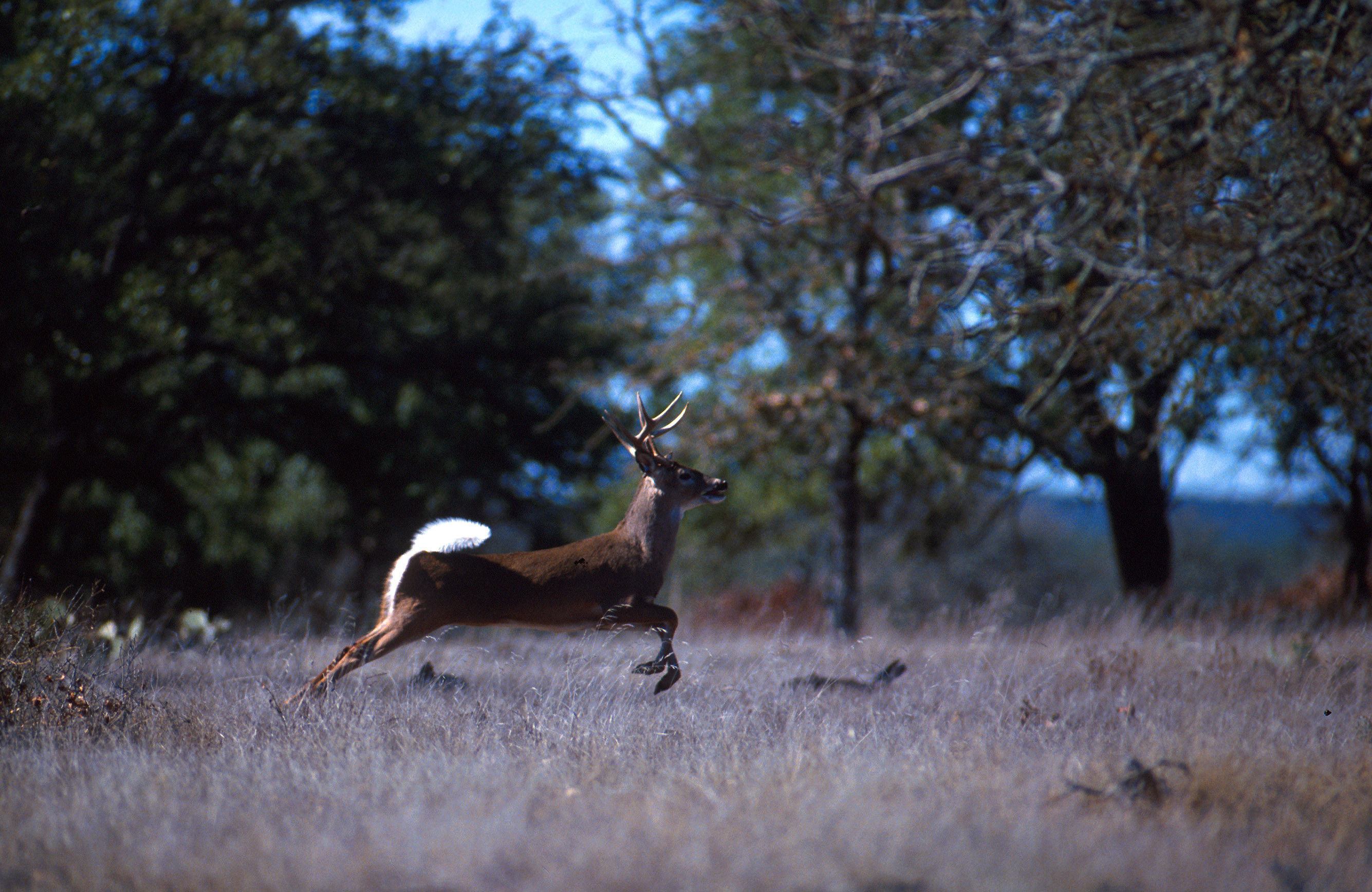
Cerf de Virginie
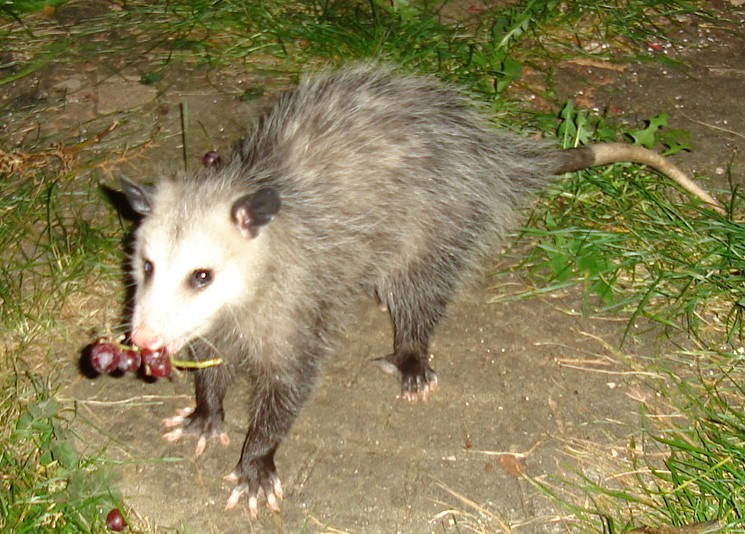
Didelphis virginiana
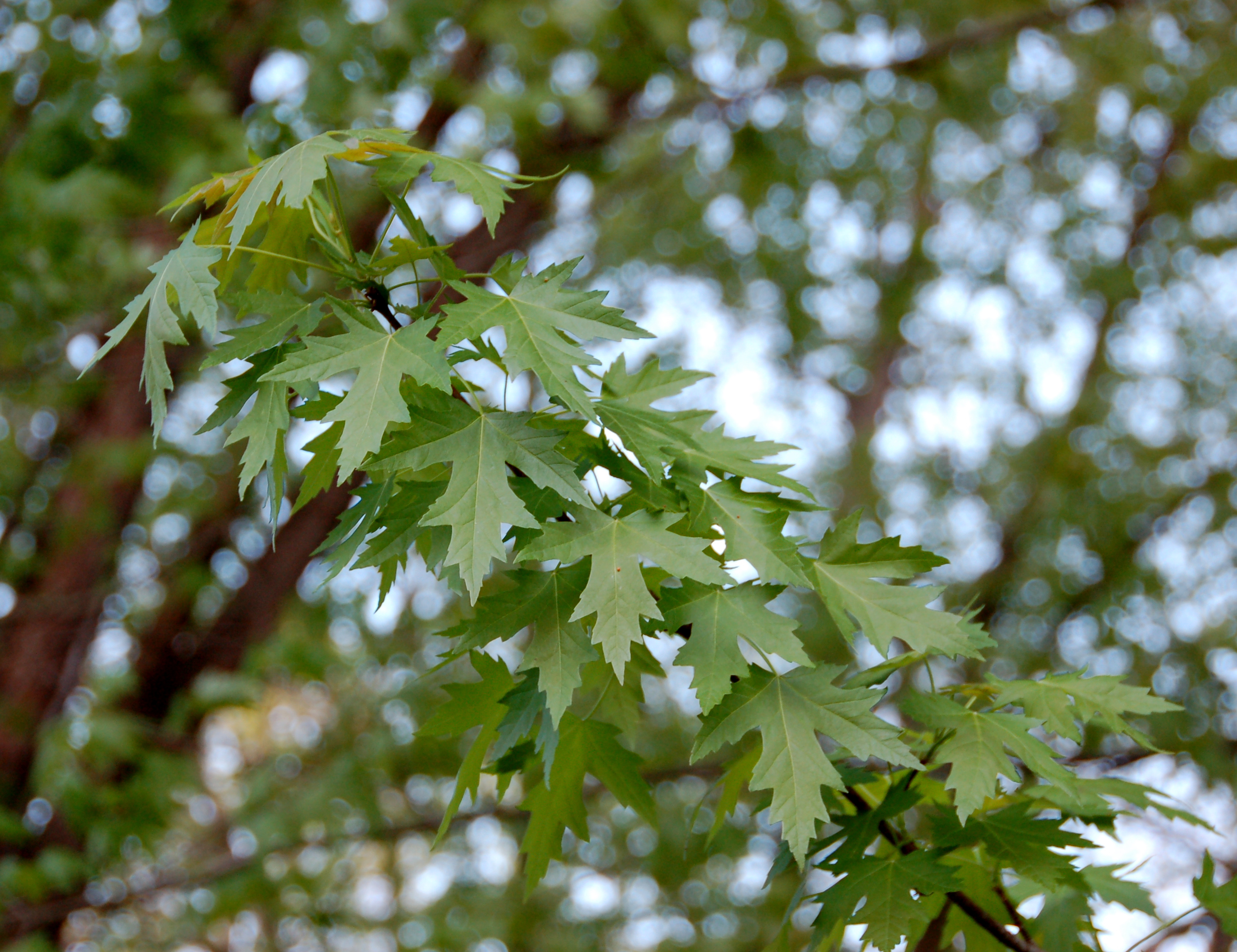
Érable argenté
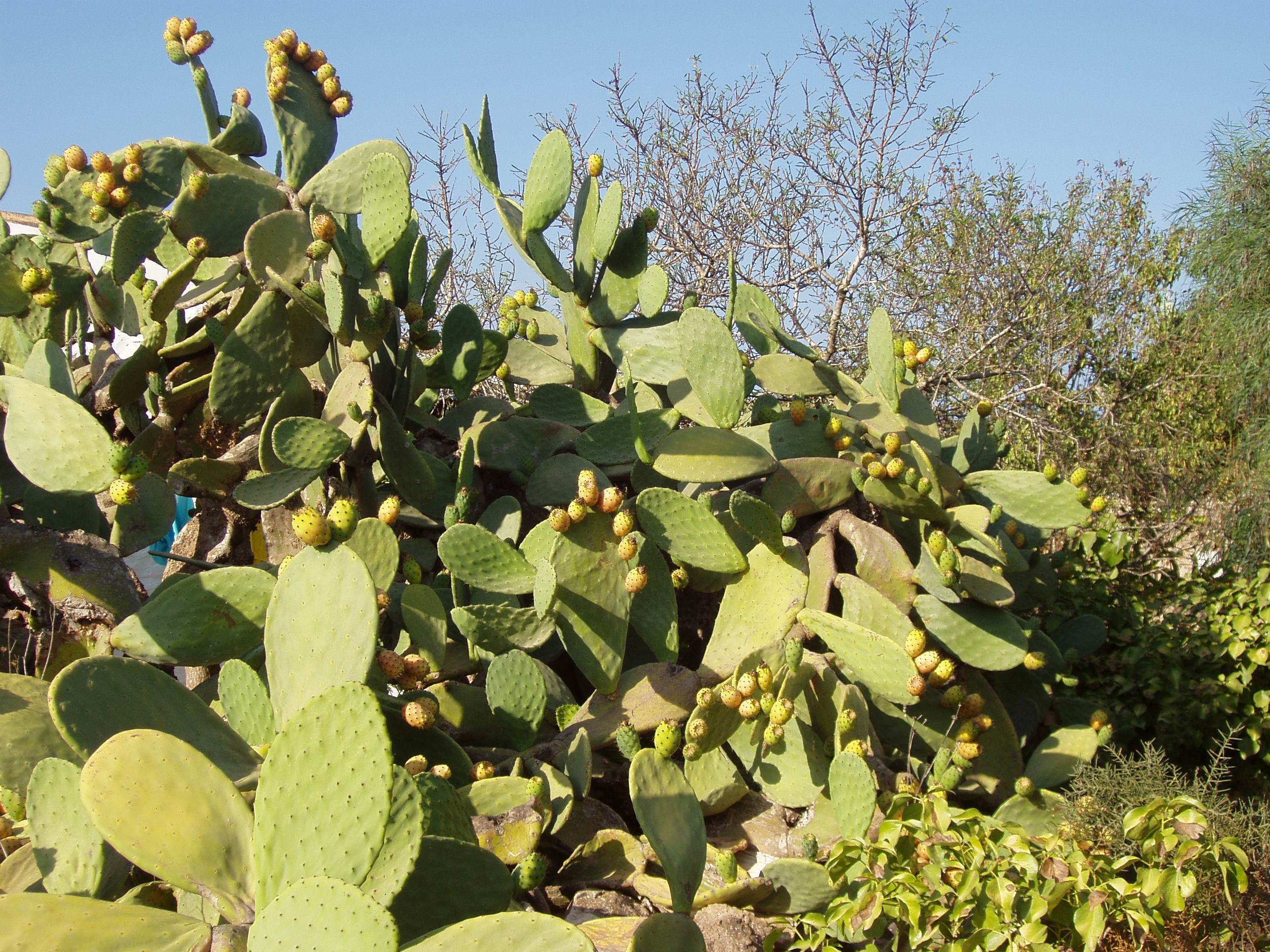
Figuier de Barbarie
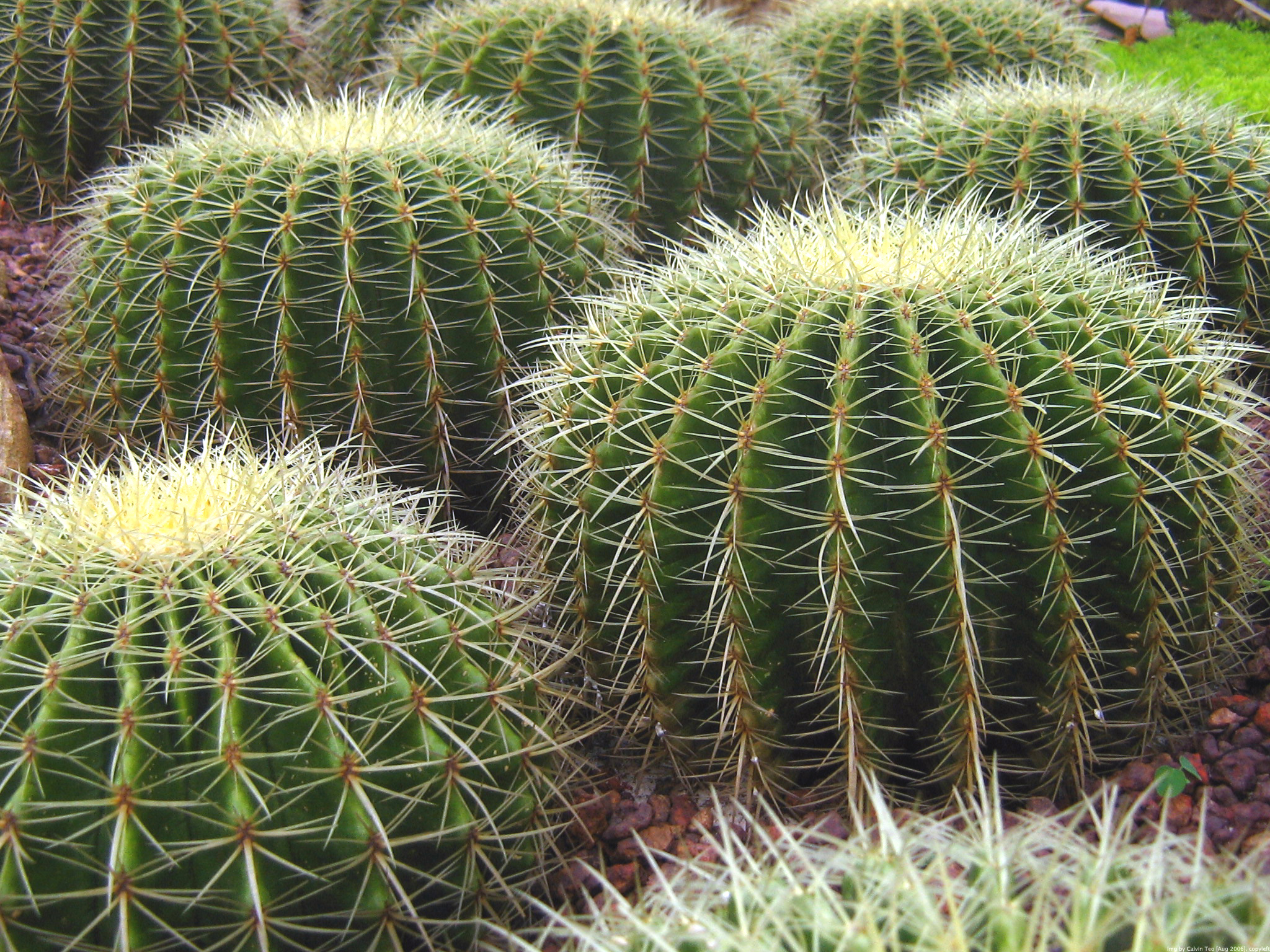
Echinocactus grusonii
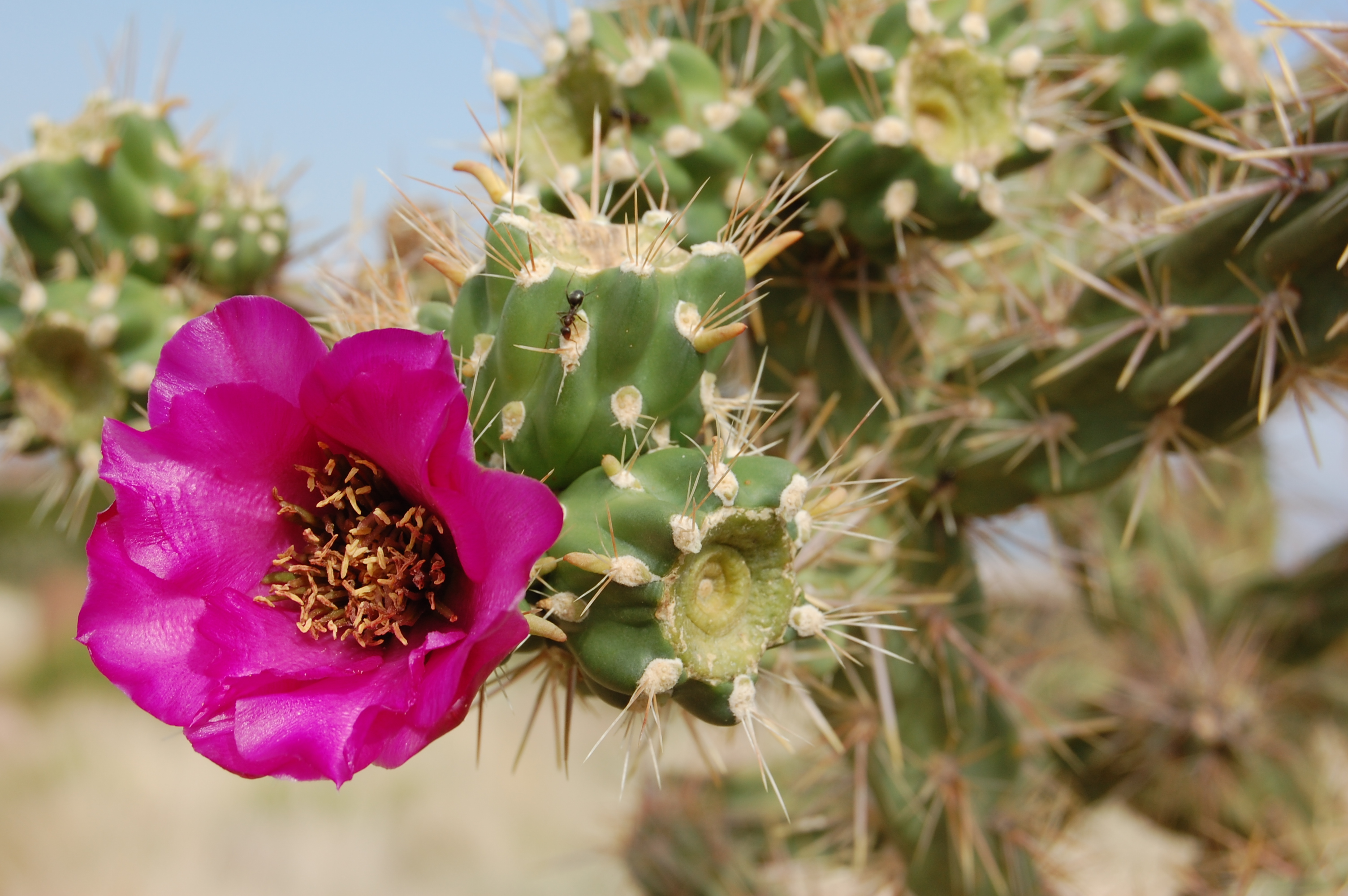
Cactus rustique
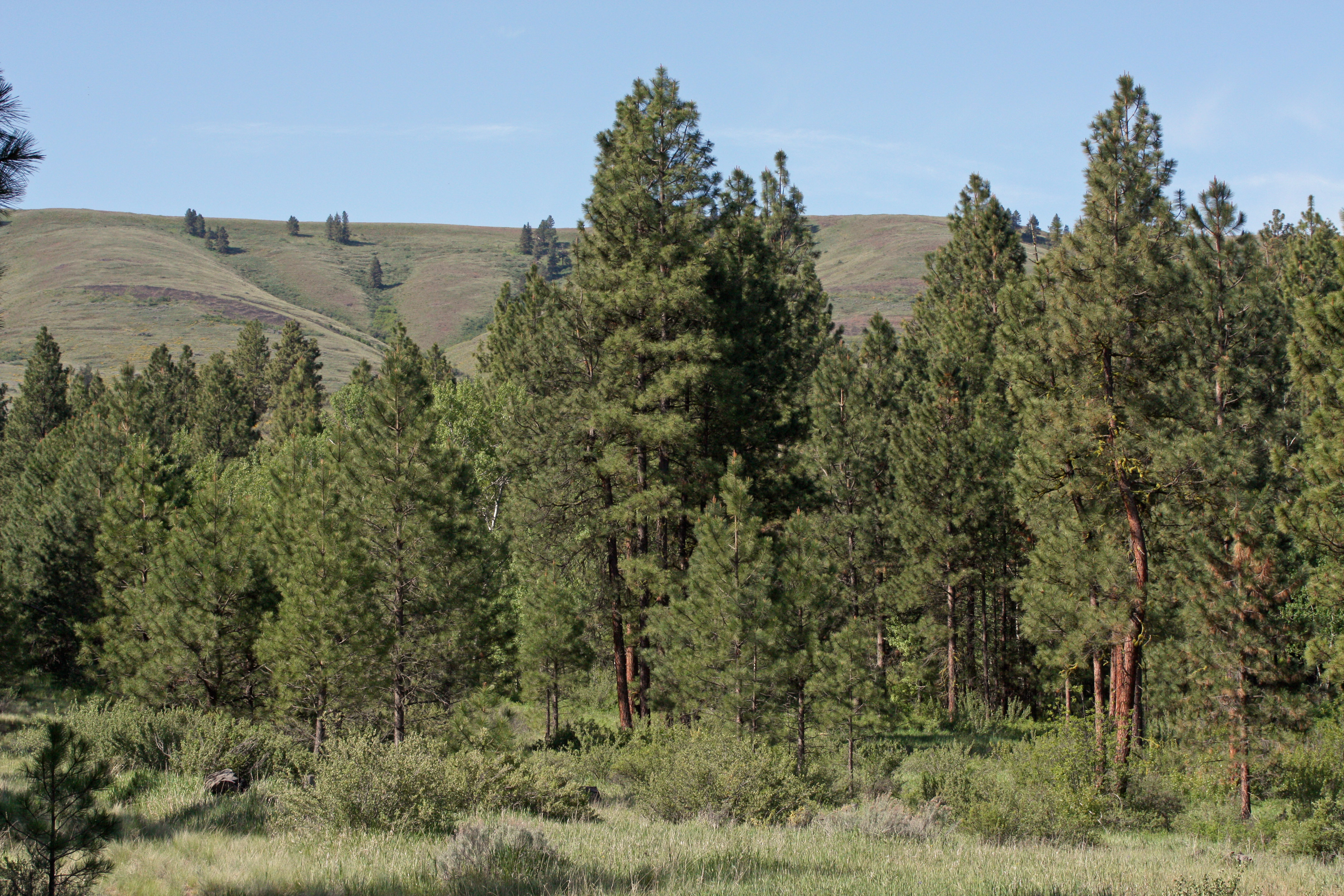
Pin ponderosa

## Personnalité notable
- Macedonia Blas Flores